# Zespół Barttera
Zespół Barttera – grupa chorób należących do tubulopatii, charakteryzujących się wtórnym hiperaldosteronizmem i  zasadowicą hipokaliemiczną. Podłożem zespołów jest upośledzone wchłanianie sodu w ramieniu wstępującym pętli Henlego. Zwiększona utrata sodu z moczem prowadzi do hipowolemii z następczym pobudzeniem układu renina–angiotensyna–aldosteron. Podwyższone stężenie aldosteronu doprowadza do zwiększonej wymiany jonów sodowych na potasowe i wodorowe w kanalikach dystalnych i w cewkach zbiorczych nefronu, co prowadzi do zasadowicy metabolicznej i obniżenia poziomu potasu w surowicy. Wtórnie jako wyraz kompensacji występuje rozrost aparatu przykłębuszkowego i hiperaldosteronizm. 
Wyróżnia się:
- zespół Barttera I – spowodowany mutacją w genie kodującym kotransporter Na-K-2Cl na ramieniu wstępującym pętli Henlego
- zespół Barttera II – spowodowany mutacją genu kodującego kanał potasowy ROMK
- zespół Barttera III – spowodowany mutacją genu CIC-Kb, kodującego kanał chlorkowy na ramieniu wstępującym pętli Henlego.